# Hiatus Kaiyote
Hiatus Kaiyote és un quartet de neo-soul format a Melbourne, Austràlia el 2011.

## Biografia
El projecte va començar quan Nai Palm, vocalista, multi-instrumentista i compositora del grup, va conèixer al productor i baixista, Paul Bender, el qual va organitzar totes les composicions i va contactar amb altres músics per dur a terme els enregistraments. El grup es va constituir finalment el 2011, amb l'addició dels dos últims membres, Perrin Moss (bateria) i Simon Mavin (teclats), els quals Palm va conèixer a l'escena musical australiana. Palm i Moss no tenen formació musical professional, a diferència de Bender i Mavin, els quals han estudiat música jazz i clàssica. El seu àlbum debut, Tawk Tomahawk, va ser publicat de forma independent i gratuïta en línia, guanyant l'atenció i admiració d'artistes com Erykah Badu o Questlove. A causa de la popularitat del grup, el productor executiu Salaam Remi els va descobrir i, en col·laboració amb Sony Music, els va oferir un contracte discogràfic a una filial de Sony anomenada Flying Buddha.
El 2012, el grup va tornar a publicar el seu àlbum debut, aquesta vegada a través del segell discogràfic i incloent una col·laboració amb el raper Q-Tip.
El 2013, van ser nominats a un Grammy a la millor interpretació de R&B per la seva cançó "Nakamarra", juntament amb Q-Tip, la qual forma part del seu àlbum debut. No obstant, el premi el va obtenir la cançó "Something" de Snarky Puppy i Lalah Hathaway.
El 2014 la banda va iniciar una gira amb tres coristes addicionals: Jace, Loreli, i Jay Jay. El grup va publicar el seu segon àlbum, Choose Your Weapon, l'1 de maig de 2015. El portal de crítiques Metacritic li va atorgar a l'àlbum una mitjana de 88 punts sobre 100, basant-se en 6 crítiques, considerant-lo 'universalment aclamat'. El 9 de maig de 2015, Choose Your Weapon va debutar en la posició número 22 en la llista d'àlbums australians. Després de sis anys de silenci, el 25 de juny de 2021 la banda va publicar Mood Valiant, que va debutar el número 4 a les llistes australianes. Va ser nominat als Premis Grammy 2022 en la categoria "Millor Àlbum Progressiu de R&B", que finalment va guanyar l'àlbum Table for Two de Lucky Daye. Metacritic va donar a l'àlbum una mitjana de 84 punts sobre 100, basat en 7 crítiques, considerant-lo també com "universalment acalamat".

## Discografia
Àlbums d'estudi
- Tawk Tomahawk (2012)
- Choose Your Weapon (2015)
- Mood Valiant (2021)
- Love Heart Cheat Code (2024)

EPs
- By Fire (2014)

Senzills
- Live in Revolt (2013)